# Kanton Tours-Ouest
Kanton Tours-Ouest (francouzsky Canton de Tours-Ouest) je francouzský kanton v departementu Indre-et-Loire v regionu Centre-Val de Loire. Tvoří ho pouze západní část města Tours.